# Берге, Абрахам Теодор
Абрахам Теодор Берге (норв. Abraham Theodor Berge; 20 августа 1851[…], Люнгдал, Вест-Агдер — 10 июля 1936, Тёнсберг, Эстланд) — норвежский государственный и политический деятель. Работал премьер-министром Норвегии с 1923 по 1924 год. Был учителем и государственным служащим, членом Либеральную партию, а затем — Левой либеральной партии.

## Биография
Родился в Люнгдал, Вест-Агдер, Норвегия, в семье Йохана Тобиаса Йонсена Берге (1813—1883) и Хелены Андреасдаттер Квалсвиг. Обучался педагогике в Люнгдале. В 1867 году стал учителем в Вансе. Также служил шерифом в Вансе с 1904 по 1908 год. В 1908 году был назначен губернатором фюльке Вестфолл и занимал эту должность до 1924 года.
Начал политическую карьеру в Листе (в настоящее время коммуна Фарсунн), где в 1882 году был избран мэром. В 1891 году были избран в Стортинг. Занимал в разные периоды должности министра культуры и церковных дел и министра финансов. Затем, после 10-летнего перерыва в политике, снова стал министром финансов, а позже и премьер-министром, когда скончался Отто Бар Хальворсен. Ушёл с этой должности после поражения в голосовании за отмену сухого закона.
В 1926 году стал единственным норвежским премьер-министром, когда-либо подвергавшимся импичменту. Ему предъявили обвинение в сокрытии информации, касающейся правительственной помощи банку, находившегося под угрозой банкротства. Однако в 1927 году был оправдан вместе с шестью министрами, которые предстали перед судом вместе с ним.

## Изданные работы
- Listerlandets kystværn og kaperfart 1807-14 (Tønsberg 1914) и Lista. En bygdebok (Tønsberg 1926).